# Miriam Bjørnsrud
Miriam Bjørnsrud (Eidsvoll, 9 oktober 1992) is een Noorse voormalige wielrenster. In 2015 werd ze Noors kampioene op de weg. Van 2013 tot en met 2017 reed ze bij de Noorse ploeg Hitec Products.

## Palmares
2012
- Noors kampioenschap op de weg

2013
- Noors kampioenschap op de weg

2015
- Noors kampioene op de weg

2016
- Noors kampioenschap op de weg
- Noors kampioenschap tijdrijden

2017
- Bergklassement Women's Tour of Thailand